# Großer Preis von Deutschland 1931

Der Nürburgring in seiner befahrenen Version der Nordschleife

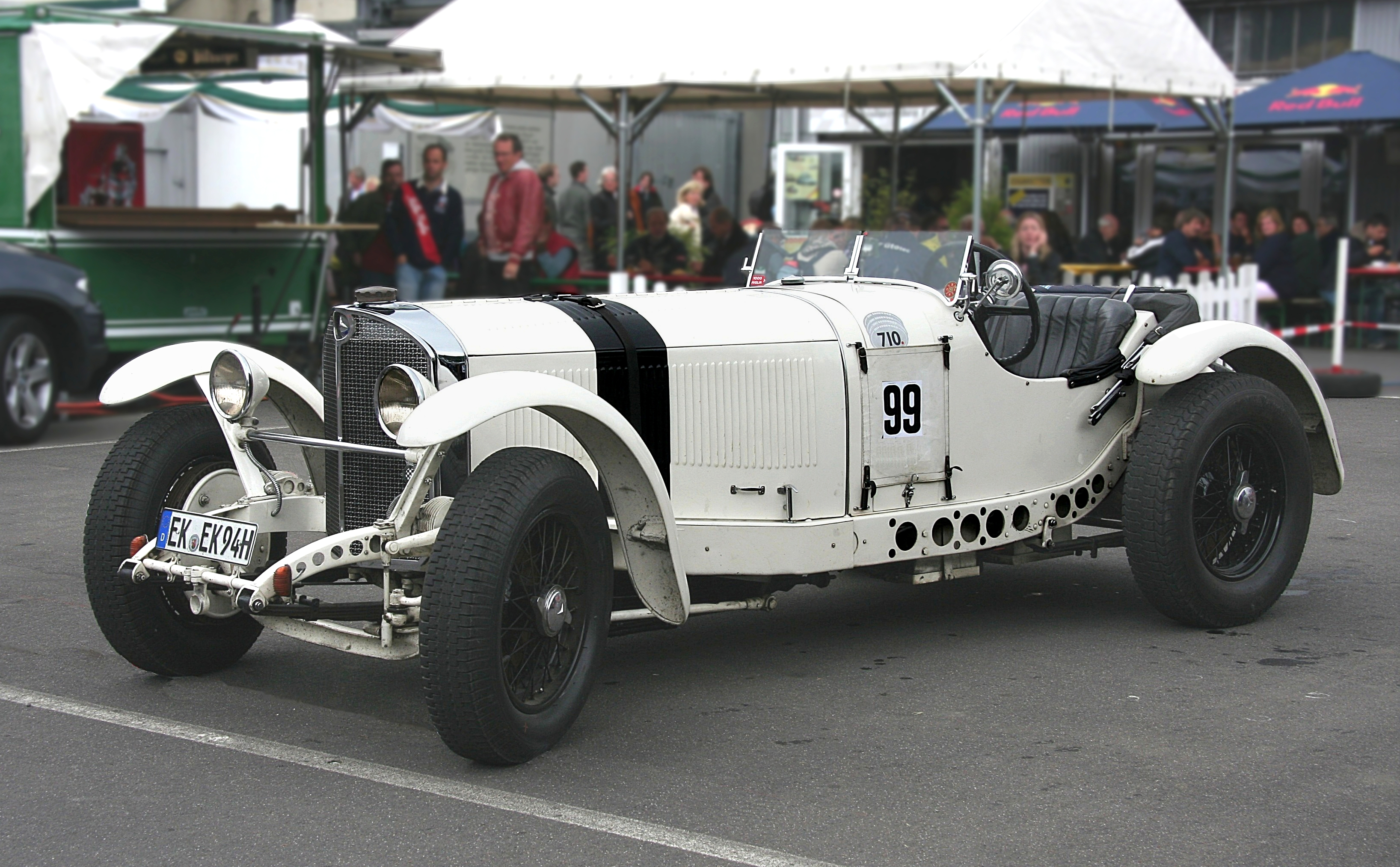
Mercedes-Benz SSKL

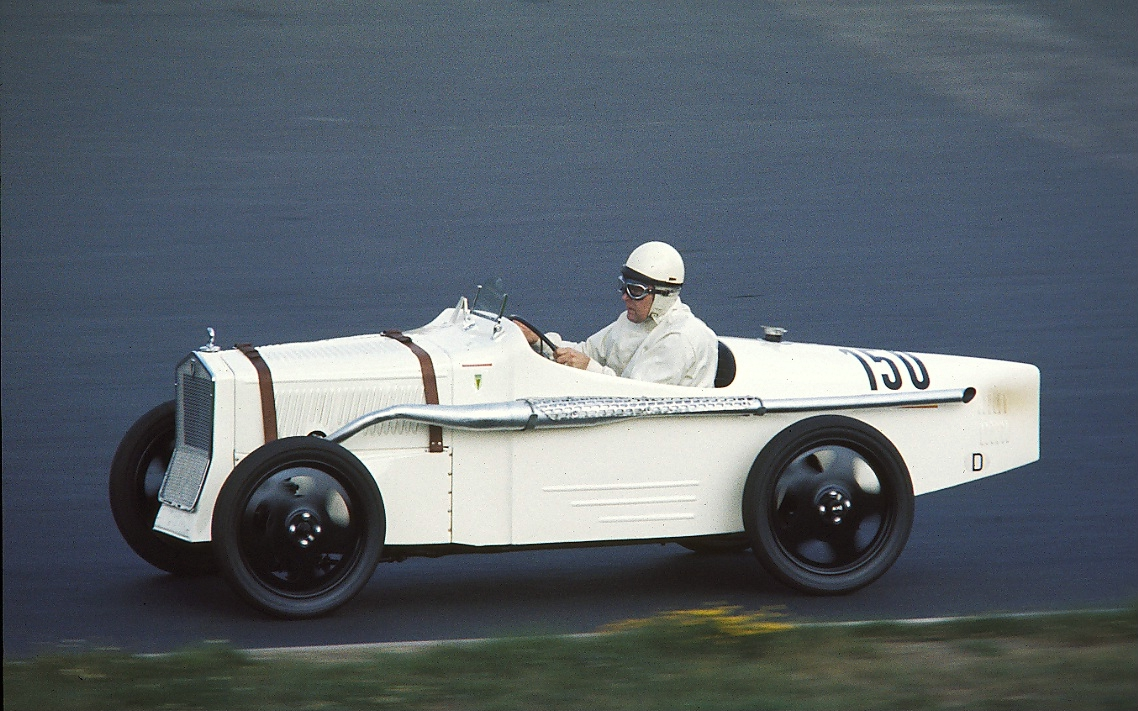
DKW FWD

Der V. Große Preis von Deutschland fand am 19. Juli 1931 auf der Nordschleife des Nürburgrings statt. Der Große Preis von Deutschland 1930 war wegen der Weltwirtschaftskrise abgesagt worden. Ursprünglich im internationalen Rennkalender als Grande Épreuve eingetragen, war der Große Preis 1931 jedoch nicht als Lauf zur Grand-Prix-Europameisterschaft 1931 vorgesehen, weswegen sich auch nicht die Notwendigkeit ergab, die hierfür vorgeschriebene Mindestdauer von 10 Stunden anzuwenden.
Stattdessen legte der veranstaltende Automobilclub von Deutschland (A.v.D.) sein eigenes Regelwerk fest und ließ das Rennen in zwei Gruppen ausgetragen, Gruppe I für Fahrzeuge über 1100 cm³ Hubraum und Gruppe II für Fahrzeuge von 500 bis 1100 cm³ Hubraum. In Gruppe I führte das Rennen über 22 Runden à 22,809 km, was einer Gesamtdistanz von 508,77 km entsprach. Gruppe II absolvierte 18 Runden à 22,809 km mit einer Renndistanz von 410,58 km. Das Rennen war einer der letzten Grands Prix, bei dem an Bord der Rennwagen ein Beifahrer als Mechaniker zugelassen war.
Sieger des Grand Prix wurde Rudolf Caracciola auf einem Mercedes-Benz SSKL. Das Rennen der Kleinwagen (Voiturettes) wurde von Dudley Froy auf Riley gewonnen.

## Rennen
In der Ausschreibung zum Rennen waren keine technischen Bestimmungen für die Wagen enthalten, so dass zum ersten Mal bei einem Großen Preis von Deutschland nun auch reine Rennwagen zugelassen waren. Prompt führte das zu einer erstklassigen internationalen Besetzung, wie noch bei keiner Ausgabe vorher. Insbesondere Bugatti trat mit vier Exemplaren seines bis dahin dominierenden Grand-Prix-Modells Bugatti Type 51 mit den beiden Spitzenfahrern Louis Chiron und Achille Varzi sowie Guy Bouriat und William Grover-Williams (wie immer unter dem Pseudonym „W. Williams“) als Verstärkung an. Maserati brachte daneben einen auf 2,8 Liter Hubraum vergrößerten Tipo 26 M für Luigi Fagioli und ein etwas älteres 2,5-Liter-Modell für René Dreyfus an den Start, während der einzige Alfa Romeo Typ „Monza“ von Werksfahrer Tazio Nuvolari bei dieser Gelegenheit nominell wieder einmal von der Scuderia Ferrari eingesetzt wurde.
Von deutscher Seite traten Rudolf Caracciola, Hans Stuck und Otto Merz mit drei schweren Mercedes-Benz-SSKL-Rennsportwagen mit 7,1 Liter Hubraum an, die – wenn auch nur inoffiziell – von der Mercedes-Benz-Werksmannschaft betreut wurden. Dazu kamen ein weiterer SSKL für Manfred von Brauchitsch, ein etwas „zahmerer“ SSK für Otto Spandel sowie ein moderner Bugatti Type 51 und ein etwas älterer Type 35 B des Deutschen Bugatti-Teams, die von Heinrich-Joachim von Morgen und Ernst Günther Burggaller gefahren wurden.
Um dem Publikum angesichts der Länge des Kurses mehr Unterhaltung zu bieten, wurde außerdem gleichzeitig ein Rennen für Wagen bis 1,1 Liter Hubraum über eine kürzere Distanz durchgeführt, das der Brite Dudley Froy auf einem Riley gewann.
Obwohl im Zeichen der Weltwirtschaftskrise über die Durchführung der Veranstaltung erst wenige Tage vorher endgültig entschieden worden war, versammelten sich bei typisch regnerischem Eifelwetter über 100.000 Zuschauer, um das Rennen an der Strecke zu verfolgen. Zum ersten Mal wurde auch ein Grand-Prix-Rennen live im Radio übertragen. Bei schlechter Sicht und rutschiger Strecke machte Caracciola seinem Ruf als „Regenmeister“ von Beginn an alle Ehre und konnte sich auch dank seiner hervorragenden Streckenkenntnis gleich deutlich vom Rest des Felds absetzen. Im Bewusstsein dessen, dass er mit seinem Mercedes im Gegensatz zu den leichten Wagen der Konkurrenten – die nur zum Tanken halten mussten – während des Rennens einmal Reifen wechseln musste, baute er in den folgenden Runden den Vorsprung weiter aus, während dahinter in einem spannenden Dreikampf nacheinander zunächst Fagioli auf Maserati, dann Nuvolari auf Alfa Romeo und schließlich Chiron auf Bugatti die Verfolgung übernahmen.
Als der Regen in der achten Runde aufhörte, hatte Caracciola bereits genug Zeit herausgefahren, um in der zwölften Runde seinen Stopp einzulegen, ohne die Führung zu verlieren. Seine Mechaniker konnten in der Rekordzeit von nur 69 Sekunden beide Hinterreifen wechseln, nur etwa 10 Sekunden langsamer als Chirons reiner Tankstopp. Unter den sich ständig bessernden Bedingungen konnte Chiron nun jedoch von den besseren Fahreigenschaften seines Bugatti auf dem anspruchsvollen Kurs Gebrauch machen und Zeit auf den mit ihm eng befreundeten Caracciola gutmachen. Am Ende war der Vorsprung aber doch zu groß und der Mercedes-Fahrer errang zur Freude des Publikums einen vielbeachteten Sieg, den ersten eines deutschen Fahrers wie auch eines deutschen Fabrikats bei einem offiziellen Internationalen Grand-Prix seit 1914.
Caracciola gewann das Rennen in 4:38:10 Stunden mit einer Durchschnittsgeschwindigkeit 108,2 km/h. Die schnellste Runde fuhr Achille Varzi auf Bugatti in 11:48 Minuten bzw. mit 115,98 km/h.

## Radioübertragung
Mit dem Großen Preis von Deutschland wurde zum ersten Mal die Berichterstattung zu einem Grand-Prix-Rennen live und in voller Länge im Radio übertragen. Sendeanstalten waren der Westdeutsche und der Südwestdeutsche Rundfunk, die hierfür rund um die Strecke vier Posten eingerichtet hatten, an denen über Telefon miteinander verbundene Reporter positioniert wurden. So konnten sich Dr. Laven bei Start und Ziel, Dr. Wenzel bei Wehrseifen, Dr. Ernst am Karussell und August Christ auf der Döttinger Höhe die Reportage gegenseitig übergeben, wenn die Wagen an ihrer Station vorbeifuhren, wodurch eine permanente Schilderung der Ereignisse möglich war. Auf diese Weise konnte ein Millionenpublikum in Deutschland und im benachbarten Ausland das Rennen mitverfolgen, weil neben allen deutschen Radiosendern auch Anstalten in der Schweiz, den Niederlanden, Österreich, Dänemark und Schweden auf die Übertragung aufgeschaltet wurden.

## Ergebnisse

### Meldeliste
Gruppe I – Rennwagen über 1100 cm³ Hubraum
| Team                                  | Nr.  | Fahrer                          | Info  | Chassis            | Motor                                   | Reifen |
| ------------------------------------- | ---- | ------------------------------- | ----- | ------------------ | --------------------------------------- | ------ |
| Manfred von Brauchitsch               | 02   | Manfred von Brauchitsch         |       | Mercedes-Benz SSKL | Mercedes-Benz M06 RS 7.1L I6 Kompressor | C      |
| Manfred von Brauchitsch               |      | August Momberger                | RES   | Mercedes-Benz SSKL | Mercedes-Benz M06 RS 7.1L I6 Kompressor | C      |
| Bugatti Team Deutschland              | 04   | Ernst Günther Burggaller        |       | Bugatti T35B       | Bugatti 2.3L I8 Kompressor              |        |
| Bugatti Team Deutschland              | 06   | Heinrich-Joachim von Morgen     |       | Bugatti T51        | Bugatti 2.3L I8 Kompressor              |        |
| Rudolf Caracciola                     | 08   | Rudolf Caracciola               |       | Mercedes-Benz SSKL | Mercedes-Benz M06 RS 7.1L I6 Kompressor | C      |
| Rudolf Caracciola                     |      | Christian Werner                | RES   | Mercedes-Benz SSKL | Mercedes-Benz M06 RS 7.1L I6 Kompressor | C      |
| Hans Stuck                            | 10   | Hans Stuck                      |       | Mercedes-Benz SSKL | Mercedes-Benz M06 RS 7.1L I6 Kompressor | C      |
| Hans Stuck                            |      | Willy Walb                      | RES   | Mercedes-Benz SSKL | Mercedes-Benz M06 RS 7.1L I6 Kompressor | C      |
| Alfred Neubauer                       | 12   | Otto Merz                       |       | Mercedes-Benz SSKL | Mercedes-Benz M06 RS 7.1L I6 Kompressor | C      |
| Alfred Neubauer                       |      | Walter Gärtner                  | RES   | Mercedes-Benz SSKL | Mercedes-Benz M06 RS 7.1L I6 Kompressor | C      |
| Officine Alfieri Maserati             | 14   | Luigi Fagioli                   |       | Maserati 8C-2800   | Maserati 2.8L I8 Kompressor             | P      |
| Officine Alfieri Maserati             | 16   | René Dreyfus                    |       | Maserati 26M       | Maserati 2.5L I8 Kompressor             | P      |
| Officine Alfieri Maserati             | 18   | Clemente Biondetti              | DNA   | Maserati 26M       | Maserati 2.5L I8 Kompressor             | P      |
| Officine Alfieri Maserati             | 18   | Ernst Kotte                     | DNA a | Maserati 26M       | Maserati 2.5L I8 Kompressor             | P      |
| Officine Alfieri Maserati             |      | Ernesto Maserati                | RES   |                    |                                         | P      |
| Boris Iwanowski                       | 20   | Boris Iwanowski                 | DNA   | Mercedes-Benz SSK  | Mercedes-Benz M06 7.1L I6 Kompressor    |        |
| Fürst Albrecht zu Hohenlohe-Jagstberg | 22   | Otto Spandel                    |       | Mercedes-Benz SSK  | Mercedes-Benz M06 7.1L I6 Kompressor    | C      |
| Fürst Albrecht zu Hohenlohe-Jagstberg |      | Albrecht zu Hohenlohe-Jagstberg | RES   | Mercedes-Benz SSK  | Mercedes-Benz M06 7.1L I6 Kompressor    | C      |
| Sir Henry Birkin                      | 24   | Henry Birkin                    |       | Maserati 26M       | Maserati 2.5L I8 Kompressor             | D      |
| Automobiles Ettore Bugatti            | 26   | Louis Chiron                    |       | Bugatti T51        | Bugatti 2.3L I8 Kompressor              | M      |
| Automobiles Ettore Bugatti            | 28   | Achille Varzi                   |       | Bugatti T51        | Bugatti 2.3L I8 Kompressor              | M      |
| Automobiles Ettore Bugatti            | 30   | Albert Divo                     | DNS   | Bugatti T51        | Bugatti 2.3L I8 Kompressor              | M      |
| Automobiles Ettore Bugatti            | 32   | Guy Bouriat                     |       | Bugatti T51        | Bugatti 2.3L I8 Kompressor              | M      |
| Automobiles Ettore Bugatti            | 36 b | William Grover-Williams         |       | Bugatti T51        | Bugatti 2.3L I8 Kompressor              | M      |
| Marcel Lehoux                         | 34   | Marcel Lehoux                   |       | Bugatti T51        | Bugatti 2.3L I8 Kompressor              | M      |
| Phil Shafer                           | 38   | Phil Shafer                     |       | Shafer 8 Special   | Buick 4.3L I8                           | F      |
| Comte Georges d’Arnoux                | 40   | Juan Zanelli                    | DNA   | Bugatti T35B       | Bugatti 2.3L I8 Kompressor              |        |
| Comte Georges d’Arnoux                | 40   | Georges d’Arnoux                | RES   | Bugatti T35B       | Bugatti 2.3L I8 Kompressor              |        |
| Earl Howe                             | 42   | Earl Howe                       |       | Bugatti T51        | Bugatti 2.3L I8 Kompressor              |        |
| Scuderia Ferrari                      | 44   | Tazio Nuvolari                  |       | Alfa Romeo Monza   | Alfa Romeo 2.3L I8 Kompressor           | E      |
| Scuderia Ferrari                      | 46   | Baconin Borzacchini             | DNA c | Alfa Romeo Monza   | Alfa Romeo 2.3L I8 Kompressor           | E      |
| Scuderia Ferrari                      |      | Luigi Arcangeli                 | DNA d | Alfa Romeo Monza   | Alfa Romeo 2.3L I8 Kompressor           | E      |
| Jean-Pierre Wimille                   | 48   | Jean-Pierre Wimille             |       | Bugatti T51        | Bugatti 2.3L I8 Kompressor              |        |
| Hans Stuber                           |      | Hans Stuber                     | DNA   | Bugatti T35B       | Bugatti 2.3L I8 Kompressor              |        |
| AC Luxembourg                         |      |                                 | DNA   | Bugatti            |                                         |        |
| Hugo Urban-Emmerich                   |      | Hugo Urban-Emmerich             | DNA e | Talbot             | Talbot 1.5L I4 Kompressor               |        |

Gruppe II – Rennwagen bis 1100 cm³ Liter Hubraum
| Team                              | Nr. | Fahrer                       | Info | Chassis                       | Motor                      | Reifen |
| --------------------------------- | --- | ---------------------------- | ---- | ----------------------------- | -------------------------- | ------ |
| Zschopauer Motorenwerke           | 52  | Toni Bauhofer                |      | DKW Front                     | DKW 0.5L I2                | FU     |
| Zschopauer Motorenwerke           | 54  | Hans Simons                  |      | DKW Front                     | DKW 0.5L I2                | FU     |
| Zschopauer Motorenwerke           | 56  | Fritz Theissen               |      | DKW Front                     | DKW 0.5L I2                | FU     |
| Rudolf Steinweg                   | 58  | Rudolf Steinweg              |      | Amilcar C6                    | Amilcar 1.1L I6 Kompressor |        |
| Rudolf Steinweg                   |     | H. Dörfler                   | RES  | Amilcar C6                    | Amilcar 1.1L I6 Kompressor |        |
| Boris Iwanowski                   | 60  | Boris Iwanowski              | DNA  | Austin EA Sports              | Austin 0,75L I4            |        |
| Adolf Schlumberger                | 62  | Adolf Schlumberger           | DNA  | Rally                         | SCAP 1.1L I4               |        |
| Curt Weichelt                     | 64  | Curt Weichelt                | DNA  | BMW 3/15 PS DA 3 Typ Wartburg | BMW 0.75L I4               |        |
| Hugo Urban-Emmerich               | 66  | Hugo Urban-Emmerich          |      | MG C-Type Midget              | MG 0.85L I4 Kompressor     |        |
| Gerhard Macher                    | 68  | Gerhard Macher               |      | DKW Spezial                   | DKW 2 x 0.5 I2 Kompressor  | FU     |
| Kurt C. Volkhart                  | 70  | Kurt C. Volkhart             | DNA  | Neander-Volkhart Special      | J.A.P. 1.1L V2 Kompressor  |        |
| Engelbert Graf von Arco-Zinneberg | 72  | Engelbert von Arco-Zinneberg |      | Amilcar C6                    | Amilcar 1.1L I6            |        |
| Engelbert Graf von Arco-Zinneberg |     | B. Kandl                     | RES  | Amilcar C6                    | Amilcar 1.1L I6            |        |
| Georges Loridant                  | 74  | Georges Loridant             | DNA  | Amilcar                       | Amilcar 1.1L I6            |        |
| Comte Luigi Premoli               | 76  | Luigi Premoli                |      | Salmson                       | Samson 1.1L I4             |        |
| Dudley Froy                       | 78  | Dudley Froy                  |      | Riley 9                       | Riley 1.1L I4              | D      |
| Edgard Markiewicz                 | 80  | Edgard Markiewicz            | DNA  | Austin EA Sports              | Austin 0,75L I4            |        |
| José Scaron                       | 82  | José Scaron                  |      | Amilcar MCO                   | Amilcar 1.1L I6 Kompressor |        |
| August Frings                     | 84  | August Frings                | DNS  | Amilcar                       | Amilcar 1.1L I4            |        |
| Benoît Falchetto                  | 86  | Benoît Falchetto             | DNA  | Amilcar C6                    | Amilcar 1.1L I6 Kompressor |        |
| Captain Francis Samuelson         | 88  | Francis Samuelson            |      | MG C-Type Midget              | MG 0.85L I4 Kompressor     | D      |
| Marcel Rouleau                    | 90  | Marcel Rouleau               |      | Amilcar C6                    | Amilcar 1.1L I6 Kompressor |        |
| Roger Boucly                      | 92  | Louis Decaroli               | DNA  | Salmson                       | Salmson 1.1L I4            |        |
| Roger Boucly                      | 94  | Roger Boucly                 | DNS  | Salmson                       | Salmson 1.1L I4            |        |
| Roger Boucly                      | 96  | Pierre Canotti               | DNA  | Salmson                       | Salmson 1.1L I4            |        |

### Startaufstellung
Die Startpositionen wurden in der Reihenfolge der vorab zugeteilten Startnummern vergeben.
| von Morgen     |        | Burggaller |            | von Brauchitsch |
|                |        |            |            |                 |
|                | Stuck  |            | Caracciola |                 |
|                |        |            |            |                 |
| Dreyfus        |        | Fagioli    |            | Merz            |
|                |        |            |            |                 |
|                | Birkin |            | Spandel    |                 |
|                |        |            |            |                 |
| Williams       |        | Varzi      |            | Chiron          |
|                |        |            |            |                 |
|                | Lehoux |            | Bouriat    |                 |
|                |        |            |            |                 |
| Nuvolari       |        | Howe       |            | Shafer          |
|                |        |            |            |                 |
|                |        |            | Wimille    |                 |
|                |        |            |            |                 |
|                |        |            |            |                 |
| Fritz Theissen |        | Simons     |            | Toni Bauhofer   |
|                |        |            |            |                 |
|                |        | usw.       |            |                 |

### Rennergebnis
| Pos. | Fahrer                      | Konstrukteur | Runden | Stopps | Zeit          | Start | Schnellste Runde | Ausfallgrund        |
| ---- | --------------------------- | ------------ | ------ | ------ | ------------- | ----- | ---------------- | ------------------- |
| 01   | Rudolf Caracciola           | Mercedes     | 22     | 1      | 4:38:10,0 h   | 4     |                  |                     |
| 02   | Louis Chiron                | Bugatti      | 22     | 1      | + 1:18,0 min  | 11    |                  |                     |
| 03   | Achille Varzi               | Bugatti      | 22     | 1      | + 4:00,0 min  | 12    | 11:48,0 min      |                     |
| 04   | Tazio Nuvolari              | Alfa Romeo   | 22     | 1      | + 5:44,0 min  | 18    |                  |                     |
| 05   | Otto Merz                   | Mercedes     | 22     | 1      | + 5:44,8 min  | 6     |                  |                     |
| 06   | Hans Stuck                  | Mercedes     | 22     | 1      | + 9:24,0 min  | 5     |                  |                     |
| 07   | Guy Bouriat                 | Bugatti      | 22     | 1      | + 11:54,0 min | 14    |                  |                     |
| 08   | Jean-Pierre Wimille         | Bugatti      | 22     | 1      | + 13:58,0 min | 19    |                  |                     |
| 09   | Otto Spandel                | Mercedes     | 22     | 1      | + 16:35,0 min | 9     |                  |                     |
| 10   | Henry Birkin                | Maserati     | 22     | 1      | + 22:53,0 min | 10    |                  |                     |
| 11   | Earl Howe                   | Bugatti      | 22     | 1      | + 30:09,0 min | 17    |                  |                     |
| —    | Heinrich-Joachim von Morgen | Bugatti      | 21     | 1      | DNF           | 3     |                  | kein Öldruck mehr   |
| —    | René Dreyfus                | Maserati     | 16     | 1      | DNF           | 8     |                  | Getriebeschaden     |
| —    | Marcel Lehoux               | Bugatti      | 14     | 1      | DNF           | 15    |                  | Unfall              |
| —    | Luigi Fagioli               | Maserati     | 13     | 1      | DNF           | 7     |                  | Getriebeschaden     |
| —    | Manfred von Brauchitsch     | Mercedes     | 12     | 1      | DNF           | 1     |                  | Differentialschaden |
| —    | Phil Shafer                 | Shafer       | 12     | 1      | DNF           | 16    |                  | Aufhängungsbruch    |
| —    | Ernst Günther Burggaller    | Bugatti      | 3      |        | DNF           | 2     |                  | Motorschaden        |
| —    | William Grover-Williams     | Bugatti      | 2      |        | DNF           | 13    |                  | Motorschaden        |

### Rennergebnis Voiturette
| Pos. | Fahrer                       | Konstrukteur | Runden | Stopps | Zeit        | Start | Schnellste Runde | Ausfallgrund     |
| ---- | ---------------------------- | ------------ | ------ | ------ | ----------- | ----- | ---------------- | ---------------- |
| 01   | Dudley Froy                  | Riley        | 18     |        | 4:23:56,6 h |       |                  |                  |
| 02   | Engelbert von Arco-Zinneberg | Amilcar      | 17     |        | + 1 Runde   |       |                  |                  |
| 03   | José Scaron                  | Amilcar      | 17     |        | + 1 Runde   |       | 13:42,0 min      |                  |
| 04   | Marcel Rouleau               | Amilcar      | 16     |        | + 2 Runden  |       |                  |                  |
| 05   | Francis Samuelson            | MG           | 16     |        | + 2 Runden  |       |                  |                  |
| 06   | Gerhard Macher               | DKW          | 16     |        | + 2 Runden  |       |                  |                  |
| 07   | Fritz Theissen               | DKW          | 15     |        | + 3 Runden  |       |                  |                  |
| —    | Toni Bauhofer                | DKW          | 4      |        | DNF         |       |                  | Kupplungsschaden |
| —    | Hans Simons                  | DKW          | 3      |        | DNF         |       |                  | Kupplungsschaden |
| —    | Luigi Premoli                | Salmson      | 3      |        | DNF         |       |                  | Achsbruch        |
| —    | Rudolf Steinweg              | Amilcar      | 1      |        | DNF         |       |                  | Unfall           |
| —    | Hugo Urban-Emmerich          | MG           | 1      |        | DNF         |       |                  | Unfall           |